# Olympische Winterspiele 1976/Rennrodeln – Doppelsitzer
Der Rennrodel-Doppelsitzer im Rennrodeln bei den Olympischen Winterspielen 1976 in Innsbruck wurde am 10. Februar 1976 auf der Olympia-Rodelbahn Igls ausgetragen. Am Start waren 50 Teilnehmer aus 15 Ländern, von denen alle in die Wertung kamen. Olympiasieger wurden Hans Rinn und Norbert Hahn aus der DDR mit einer Gesamtzeit von 1:25,604 Minuten vor Hans Brandner und Balthasar Schwarm aus der Bundesrepublik Deutschland und den Österreichern Rudolf Schmid und Franz Schachner, die die Bronzemedaille gewannen.

## Titelträger
| Olympiasieger | Paul Hildgartner Walter Plaikner ( Italien) Horst Hörnlein Reinhard Bredow ( Deutsche Demokratische Republik) | 1:28,35 min | Sapporo 1972      |
| Weltmeister   | Bernd Hahn Ulrich Hahn ( Deutsche Demokratische Republik)                                                     | 1:30,15 min | Hammarstrand 1975 |

## Ergebnis
| Rang | Athleten                                   | Nation             | Lauf 1   | Lauf 1 | Lauf 2   | Lauf 2 | Gesamt     |
| Rang | Athleten                                   | Nation             | Zeit (s) | Rang   | Zeit (s) | Rang   | Zeit (min) |
| ---- | ------------------------------------------ | ------------------ | -------- | ------ | -------- | ------ | ---------- |
| 001  | Hans Rinn Norbert Hahn                     | DDR                | 42,773   | 1      | 42,831   | 1      | 1:25,604   |
| 002  | Hans Brandner Balthasar Schwarm            | BR Deutschland     | 42,792   | 2      | 43,097   | 4      | 1:25,889   |
| 003  | Rudolf Schmid Franz Schachner              | Österreich         | 42,997   | 3      | 42,922   | 2      | 1:25,919   |
| 004  | Stefan Hölzlwimmer Rudolf Größwang         | BR Deutschland     | 43,205   | 5      | 43,033   | 3      | 1:26,238   |
| 005  | Manfred Schmid Reinhold Sulzbacher         | Österreich         | 43,035   | 4      | 43,389   | 6      | 1:26,424   |
| 006  | Jindřich Zeman Vladimír Resl               | Tschechoslowakei   | 43,315   | 7      | 43,511   | 7      | 1:26,826   |
| 007  | Karl Feichter Ernst Haspinger              | Italien            | 43,853   | 12     | 43,318   | 5      | 1:27,171   |
| 008  | Dainis Bremse Aigars Kriķis                | Sowjetunion        | 43,667   | 8      | 43,740   | 8      | 1:27,407   |
| 009  | Rolands Upatnieks Valdis Ķuzis             | Sowjetunion        | 43,732   | 9      | 43,825   | 9      | 1:27,557   |
| 010  | Andrzej Żyła Jan Kasielski                 | Polen              | 43,748   | 10     | 43,989   | 11     | 1:27,737   |
| 011  | Paul Hildgartner Walter Plaikner           | Italien            | 43,781   | 11     | 44,058   | 12     | 1:27,839   |
| 012  | Mirosław Więckowski Andrzej Kozik          | Polen              | 44,025   | 13     | 43,977   | 10     | 1:28,002   |
| 013  | Asle Strand Helge Svensen                  | Norwegen           | 44,097   | 14     | 44,357   | 14     | 1:28,454   |
| 014  | Michael Gårdebäck Nils Vinberg             | Schweden           | 44,958   | 17     | 44,259   | 13     | 1:29,217   |
| 015  | Martin Ore Eilif Nedberg                   | Norwegen           | 44,744   | 15     | 44,534   | 15     | 1:29,278   |
| 016  | Bernd Hahn Ulrich Hahn                     | DDR                | 43,291   | 6      | 46,556   | 24     | 1:29,847   |
| 017  | Larry Arbuthnot Doug Hansen                | Kanada             | 44,933   | 16     | 45,102   | 17     | 1:30,035   |
| 018  | Kazuaki Ichikawa Masaaki Oyagi             | Japan              | 45,176   | 18     | 45,407   | 19     | 1:30,583   |
| 019  | Max Beck Wolfgang Schädler                 | Liechtenstein      | 45,517   | 20     | 45,272   | 18     | 1:30,789   |
| 020  | Jeremy Palmer-Tomkinson Michel de Carvalho | Großbritannien     | 46,400   | 23     | 44,977   | 16     | 1:31,377   |
| 021  | Shieh Wei-Cheng Huang Liu-Chong            | Republik China     | 45,745   | 21     | 45,633   | 21     | 1:31,378   |
| 022  | David McComb Michael Shragge               | Kanada             | 45,421   | 19     | 46,169   | 23     | 1:31,590   |
| 023  | Robert Berkley junior Richard Cavanaugh    | Vereinigte Staaten | 46,455   | 24     | 45,554   | 20     | 1:32,009   |
| 024  | Jim Moriarty John Fee                      | Vereinigte Staaten | 46,075   | 22     | 45,965   | 22     | 1:32,040   |
| DNF  | Dick Liversedge Russell Tapp               | Großbritannien     | DNF      | 25     | DNS      | DNS    | DNF        |